# Literatura europea
La literatura occidental, també coneguda com a literatura europea, és la literatura escrita en el context de la cultura occidental en les llengües d'Europa, incloses les que pertanyen a la família lingüística indoeuropea, així com en diverses llengües relacionades geogràficament o històrica, com el basc i l'hongarès. La literatura occidental és considerada un dels elements definidors de la civilització occidental.
El millor de la literatura occidental es considera el cànon occidental. La llista d'obres del cànon occidental varia segons les opinions del crític sobre la cultura occidental i la importància relativa de les seves característiques de definició.
La literatura occidental inclou la literatura:
- Abkhaza
- Albanesa
- Alemanya
- Anglesa
  - Anglosaxona
  - Anglesa mitjana
- Anglonormanda
- Aragonesa
- Armènia
- Asturiana
- Austríaca
- Àzeri
- Basca
- Belarussa
- Belga
- Bosniana
- Bretona
- Britànica
- Búlgara
- Catalana
- Còrnica
- Croata
- Danesa
- Escocesa (Scots, Gaèlica escocesa)
- Eslovaca
- Eslovena
- Espanyola
- Estoniana
- Feroesa
- Finesa
- Flamenca
- Francesa
- Frisona
- Furlana
- Gaèlica
- Gallega
- Gal·lesa en gal·lès / en anglès
- Grega
  - Antiga
  - Medieval
  - Moderna
- Groenlandesa
- Hongaresa
- Islandesa
- Irlandesa
  - Nordirlandesa
- Italiana
- Jerseiesa
- Kazakh
- Kosovar
- Llatina
- Letona
- Lituana
- Llombarda
- Luxemburg
- Macedònia
- Maltesa
- Manx
- Montenegrina
- Neerlandesa
- Noruega
  - Nòrdica antiga
- Occitana
- Osseta
- Polonesa
- Portuguesa
- Romanesa
- Russa
- Sarda
- Sèrbia
- Sueca
- Suïssa
- Turca
- Txeca
- Txuvaix
- Ucraïnesa
- Vèneta
- Xipriota
- Yiddisch